# ساتوشی ساتو
ساتوشی ساتو (انگلیسی: Satoshi Sato؛ زادهٔ ۳۱ مارس ۱۹۷۹) بازیکن فوتبال اهل ژاپن است.